# Moldavija
Moldavija (službeno Republika Moldova; rum. Republica Moldova) je kontinentalna država na istoku Europe koja graniči s Ukrajinom na istoku i Rumunjskom na zapadu. Smještena je u blizini sjeverne obale Crnog mora, između rijeka Prut i Dnjestar. Obično se rabi naziv Moldavija prema pokrajini koja osim Republike Moldavije obuhvaća i dijelove Ukrajine i Rumunjske.
Službeni jezik u Moldaviji je Rumunjski, ali je područje došlo 1812. godine pod vlast Ruskog Carstva, te je do danas ostalo pod snažnim utjecajem Ruske Federacije - koja se oštro protivi idejama za priključenje područja Moldavije Rumunjskoj. I 30 godina nakon odvajanja od SSSR-a, Ruska Federacija je ostala glavni gospodarski partner Moldavije, te je ostvarivala snažan utjecaj na njen politički život. 2022. godine, moldavska predsjednica Maia Sandu naznačuje kako je priključenje Rumunjskoj (uključenoj u Europsku uniju i znatno prosperitetnijoj) ipak moguće "ako to narod podrži".
Nakon odvajanja od SSSR-a, na području Pridnjestrovlja je nastala pobuna u redovima gradskog stanovništva ruskog jezika, te je od ožujka do lipnja 1992. godine vođen Rat u Pridnjestrovlju, s nešto više od 1.000 poginulih. Nakon sklapanja primirja, ostaju u Pridnjestrovlju trajno raspoređene vojne snage Ruske Federacije s oko 1.500 vojnika, a Moldavija u cjelosti ostaje znatno gospodarski ovisna o Rusiji; nakon 30 godina neovisnosti bilježi se da je Moldavija s vremenom ipak uspjela ostvariti značajniju suradnju također i s Rumunjskom i drugim zemljama.
U najnovije vrijeme Rumunjska uspješno provodi politiku što većeg povezivanja stanovništva Moldavije u rumunjsku etničku zajednici i uz rumunjsku državu: do svibnja 2021. godine 650.000 stanovnika Moldavije su postali rumunjskim državljanima, a do sredine 2024. njih ukupno preko milijun. Rumunjska snažno podupire postupak pristupanja Moldavije u članstvo Europske unije. Ruska Federacija ne gleda blagonaklono na približavanje Moldavije Zapadu, te moldavske vlasti optužuju 2024. godine Rusiju za pokušaje destabilizacije Moldavije kako bi se spriječilo pristupanje te države Europskoj uniji. Nakon početka Ruske invazije na Ukrajinu 2022. godine snažno je opala i ekonomska razmjena s Rusijom: najveći trgovinski parneri Moldavije su postali Rumunjska i Ukrajina, a Rusija nije niti na popisu moldavskih 10 najznačajnih zemalja uvoznica i izvoznica. Pitanje Pridnjestrovlja - pokrajine s nešto manje od pola milijuna stanovnika koja ne uvažava centralnu molavsku vlast i u tome se nastavlja snažno oslonjati na Rusiju - i dalje ostaje težak problem za Moldaviju, koja u novim geopolitičkim okolnostima planira punu integraciju Pridnjestrovlja u svoj državni sustav.

## Povijest
Prvi tragovi ljudskoga djelovanja na području Moldavije mogu se pratiti od prapovijesti. Na njezinu teritoriju živjeli su u 1. tisućljeću pr. Kr. Kimerijci i Skiti, a od 300. pr. Kr. Geti i trački Dačani. Na područje Moldavije naselili su se nakon provale Huna mnogi narodi, od kojih su najpoznatiji bili Ostrogoti (oko 370–475), Anti (?–oko 560.), Avari i Slaveni (V–VI. st.), Uliči i Tiverci. U 9. st. Moldavija je bila u sastavu Bugarske, koja ju je izgubila nakon provale Mađara potkraj 9. st. Usporedno s dolaskom Mađara, na područje Moldavije prodrli su Pečenezi, koji su ubrzo potisnuli Mađare prema zapadu i uspostavili svoju državu. Pošto ih je 1036. porazio Jaroslav Mudri, Moldavija je ušla u sastav Kijevske Rusije, a nakon njezina raspada polovicom 9. st. u sastav Galičko-Volinjskoga Kneževstva. Oko 1100. Moldaviju su zaposjeli Kumani, a 1240. Mongoli. U sklopu mongolske države Zlatne Horde, Moldavija je ostala do 1353., kada ju je osvojio ugarski plemić Dragoş u ime hrvatsko-ugarskog kralja Ludovika I. Za njegova nasljednika Bogdana I. osnovana je 1359. Kneževina Moldavija, koja se već 1367. proširilo na Besarabiju. Za vladavine kneza Ştefana III. Velikoga (1457–1504) Kneževina Moldavija obranila se od napada Osmanlija, ali je već za njegova nasljednika Bogdana III. (1504. – 1517.) postala osmanskim vazalnim kneževstvom. U sastavu Osmanskoga Carstva, Moldavija je bila, uz kraću vladavinu vlaškoga kneza Mihaija Hrabroga (Mihai Viteazul) 1600. – 1601. i Poljsko-Litavske Unije 1601. – 1618., sve do 1859., doduše uz određenu autonomiju i uglavnom domaće plemstvo. U Osmanskome Carstvu, Moldavsko Kneževstvo imalo je autonomni status sve do 1711., kada ga je knez Dimitrije Cantemir pokušao staviti pod rusku zaštitu. Pošto je propao taj pokušaj osamostaljenja Moldavije, Osmanlije su otada pa sve do 1821. za moldavske kneževe postavljali isključivo istanbulske Grke (Fanariote), za čije je uprave Moldavija izgubila dijelove svoga teritorija. Godine 1775. Habsburška Monarhija zaposjela je Bukovinu (sjeverni dijelovi Moldavskoga Kneževstva), a Rusija 1812. Besarabiju (istočni dijelovi Moldavskoga Kneževstva). Jedrenskim ugovorom 1829. Moldavsko Kneževstvo dobilo je, zahvaljujući ruskoj vojnoj potpori, veću političku autonomiju u Osmanskome Carstvu. Godine 1858. Moldavskomu Kneževstvu bila je vraćena Besarabija, a 1859. stupilo je u personalnu uniju s Kneževinom Vlaškom (današnja Rumunjska). Nakon Berlinskoga kongresa 1878. Besarabija je ponovno bila vraćena Rusiji, u sastavu koje je ostala sve do 1918., kada su ju osvojile rumunjske postrojbe. Tijekom ruskog građanskog rata i strane intervencije, boljševici su osvojili neznatni dio Besarabije na lijevoj obali Dnjestra i na tom području osnovali 12. listopada 1924. Moldavsku Autonomnu SSR u sklopu Ukrajinske SSR. Kada je 28. lipnja 1940., na zahtjev vlade SSSR-a, Kraljevina Rumunjska vratila Besarabiju, stvorena je 2. VIII. 1940. Moldavska SSR, od središnjega većeg dijela Besarabije (bez Budžaka uz Crno more između Dnjestra i sjevernog rukava delte Dunava) i Moldavske Autonomne SSR. Nakon njemačkog napada na SSSR, rumunjske postrojbe ponovno su osvojile Moldaviju. U sastavu Rumunjske Moldavija je bila do 1944., kada su ju osvojile postrojbe Crvene armije.
Godine 1986., u duhu "glasnosti", nastalo je Demokratsko gibanje (Mişcarea Democraticǎ), uskoro preraslo u Pučku frontu (Frontul Popular), koja će nametnuti 1989. prihvaćanje rumunjskoga kao službenog jezika i vraćanje na latinicu. 23. lipnja 1990. Parlament u Kišinjevu donio je Deklaraciju o suverenosti Moldavske SSR. Republika je proglašena 23. svibnja 1991., a neovisnost 27. kolovoza 1991.; tijekom 1990–97. predsjednik je bio Mircea Ion Snegur. Od početka 1990-ih bili su izraženi zahtjevi za ujedinjenjem s Rumunjskom, dok su ruska i ukrajinska zajednica na području istočno od Dnjestra (u kojem čine oko polovice stanovništva) težile vlastitoj državnosti; 2. studenoga 1990. proglasile su Pridnjestarsku moldavsku republiku, zbog čega je došlo do oružanih sukoba. Rusko-moldavskim sporazumom 1992. bilo je postignuto primirje, za nadzor kojega su bile angažirane ruske mirovne snage; u borbama 1990–92. poginulo je više tisuća ljudi. Sporan je bio i status Gagauza (turkijskoga naroda pravoslavne vjere), koji su od 1990. također tražili autonomiju (vlastitu republiku sa središtem u Komratu proglasili su 19. kolovoza 1990); autonomija im je priznata 1994–95. Godine 1994. Moldavija je uspostavila vojnu suradnju s NATO-om (sudjeluje u njegovu programu Partnerstvo za mir). Sporazumom iz svibnja 1997. Pridnjestarska moldavska republika stekla je samoupravu. U 1990-ima sporna je bila granica s Ukrajinom; sporazum je postignut u kolovozu 1999. Na izborima u veljači 2001. pobijedila je Komunistička stranka (PCRM), a njezin lider Vladimir Voronin postao je predsjednik (u travnju 2001). U veljači 2002., nakon vladine odluke da i ruski postane službeni jezik, održani su veliki antikomunistički i proturuski prosvjedi u Kišinjevu. U rujnu 2006. u Pridnjestarskoj moldavskoj republici referendumom je podržana neovisnost i mogućnost pripojenja Rusiji (separatistički zahtjevi osnaženi su sukobima u istočnoj Ukrajini 2014). Do političke krize došlo je nakon izbora 2009. i 2010. kada ni PCRM ni koalicija proeuropskih liberalnih stranaka nisu uspjeli dobiti dovoljnu parlamentarnu većinu za izbor predsjednika republike. Nakon masovnih prosvjeda i nemira, u rujnu 2009. V. Voronin odstupio je s vlasti, a premijer je postao Vladimir Filat (vođa Liberalne demokratske stranke Moldavije – PLDM). Od ožujka 2012. predsjednik je nezavisni kandidat Nicolae Timofti. U svibnju 2013. premijer je postao Iurie Leancă (PLDM); od 2009. zamjenik premijera i ministar vanjskih poslova i europskih integracija. Koalicija proeuropskih stranaka, predvođena PLDM-om, zadržala je vlast i nakon parlamentarnih izbora održanih potkraj 2014. Rusija je početkom 2015. u Pridnjestarskoj moldavskoj republici zadržala oko 1500 vojnika (u mirovnoj operaciji angažirano ih je oko 350). Od siječnja 2016. premijer je Pavel Filip (član Demokratske stranke; 2011–16. bio je ministar informatičkih tehnologija i komunikacija). Potkraj 2016. na predsjedničkim izborima pobijedio je Igor Dodon, vođa Stranke socijalista od 2011. (kao član komunističke stranke bio je ministar gospodarstva 2006–09., te zamjenik premijera 2008. – 09). Tijekom 2017. vlada podupire ustavne promjene koje bi olakšale priključenje Europskoj uniji (sporazum o pridruživanju potpisan je 2014), čemu se protivi proruski dio političke javnosti.

## Zemljopis
Moldavija zauzima ravničarski kraj istočno od Karpata, uglavnom između rijeke Prut na zapadu (granica prema Rumunjskoj) i porječje Dnjestra (rumunjski Nistru) na istoku zemlje. Na jugu je reljefno otvorena prema ušću Dunava (Moldavija izlazi na Dunav u duljini od svega 500 m) i Crnomu moru. Građena je od kristaličnih stijena (granit) prekambrijske starosti prekrivenih do 6000 m debelim slojem sedimentnih stijena (pješčenjaci, gline, vapnenci). Kristalična osnova izbija na površinu samo u sjevernome dijelu zemlje. Pretežno nizinski kraj, dio Istočnoeuropske nizine, prosječne visine 147 m, raščlanjen je mnogim riječnim dolinama i uzvisinama. U središnjem dijelu, usporedno s dolinom Pruta, pruža se brežuljkasta, praporom prekrivena Srednjomoldavska uzvisina (Codri) s najvišom točkom Moldavije (Bălaneştri, 429 m). Na nju se prema istoku i sjeveroistoku nastavlja Pridnjestarska uzvisina (do 347 m). U sjevernome dijelu zemlje nalazi se nizina sa stepom Bălţi (Belci; visina 150 do 200 m) te uzvisine (do 336 m) uz rijeke Prut (erodirani vapnenački lanac Medobori-Toltri) i Dnjestar. Na jugu se prostire brežuljkasta ravnica sa stepom Budžak (Bugeac), ispresijecanom mnogobrojnim jarugama i vododerinama. Moldavija se nalazi u seizmičkom području Karpata pa se javljaju potresi s epicentrom u istočnoj Rumunjskoj.
Klima je umjereno kontinentalna, pod utjecajem zračnih masa s Atlantika sa zapada, mediteranskih s jugozapada te kontinentalnih sa sjeveroistoka. Zime su kratke i blage, a ljeta duga i topla. Srednja temperatura siječnja kreće se od –3 °C na sjeveru do 5 °C na jugu, a srpnja od 19 °C na sjeveru do 22 °C na jugu. Najniža temperatura, –36 °C, zabilježena je na sjeveru zemlje, a najviša, 41 °C, na jugu. Godišnja količina oborina kreće se između 370 mm na jugu i 560 mm na sjeveru; najviše je oborina na uzvisinama (500 do 560 mm), a najmanje u nizinama (od 450 mm do manje od 400 mm). Oborine su uglavnom u obliku ljetnih pljuskova. Prevladava vjetar sa sjeverozapada, a zimi je čest topli jugoistočni vjetar.
Moldavija ima dobro razvijenu riječnu mrežu s približno 3000 vodotoka (gustoća 0,25 km/km²) iako ih je 92% kraće od 10 km, a samo je 8 rijeka dulje od 100 km. Rijeke pripadaju slijevu Crnoga mora; teku uglavnom od sjeverozapada k jugoistoku. Glavna je rijeka Dnjestar (duga 1352 km, od čega 660 km u Moldaviji), porječju kojega pripada 56% teritorija; plovna je gotovo cijelom duljinom u Moldaviji. Najdulja je moldavska rijeka Prut (695 km od ukupno 953 km), pritok Dunava, koji odvodnjava 24% teritorija; plovna je do Leova. Najviši im je vodostaj u proljeće (topljenje snijega u Karpatima) i rano ljeto (pljuskovi). Ostatak teritorija odvodnjavaju manji pritoci Dunava i izravni pritoci Crnoga mora. Moldavija ima 57 prirodnih jezera (Beleu, Bâc, Sălaş, Dracele), ukupne površine 62,2 km², te oko 3000 umjetnih jezera od kojih su najveća Dubăsari (67,5 km²) i Costeşti-Stînca (59,0 km²).
Pod šumama, uglavnom miješanim bjelogoričnima, nalazi se 9,8% površine; prevladavaju na sjevernome brežuljkastom području. Izvorna stepska vegetacija pretvorena je na jugu zemlje u poljoprivredne površine (ukupno 67%) za uzgoj žitarica, voća i vinove loze. Pod pašnjacima je 13% površine.

## Politički sustav
Prema Ustavu od 29. VII. 1994. Moldavija je parlamentarna republika. Predsjednik republike šef je države; bira ga parlament na mandatno razdoblje od 5 godina s pravom jednoga reizbora. Izvršnu vlast obnašaju predsjednik republike i vlada. Vladu i predsjednika vlade bira parlament, a potvrđuje predsjednik republike. Zakonodavnu vlast obnaša jednodomni parlament (Parlamentul). Ima 101 zastupnika koje građani biraju na općim, izravnim i tajnim izborima na razdoblje od 4 godine. Pravo je glasa opće i jednako za sve državljane s navršenih 18 god. života. Vrhovni sud pravde na vrhu je redovne hijerarhije sudbene vlasti. Poštovanje Ustava osigurava Ustavni sud koji čini 6 sudaca. Moldavija je podijeljena na 32 regije (raioane), 3 okruga (municipiul) i dvije autonomne jedinice. Nacionalni blagdan: Dan neovisnosti, 27. kolovoza (1991).

## Upravna podjela
Moldavija je podjeljena na 33 distrikta, pet općina (Bălţi, Chişinău, Comrat, Tighina, Tiraspol) i dvije neovisne regije - Găgăuzija i Pridnjestrovlje.
Pridnjestrovlje je de jure dio Moldavije, a njena neovisnost nije priznata ni od jedne zemlje, iako de facto nije kontrolirana od strane moldavske vlade.
Găgăuzija je autonomna regija koja nastava turkijski narod pravoslavne vjere Gagauzi, koji je tijekom 20. stoljeća u velikoj mjeri preuzeo korištenje ruskog jezika. Određene političke snage u Găgăuziji pozivaju na odcjepljenje, za slučaj da se Republika Moldavija pripoji Rumunjskoj.

## Stanovništvo
U Moldaviji živi 2 998 235 stanovnika prema popisu 2014 (bez tzv. Pridnjestrovske Moldavske Republike koja nije pod kontrolom moldavske vlade, a u kojoj živi 475 665 stanovnika prema popisu 2015.) od čega 209 030 stanovnika živi u inozemstvu dulje od 12 mjeseci. Gustoća stanovništva Moldavije bez Pridnjestrovlja iznosi 98,3 st./km² u 2014. (pad s 110,9 st./km² u 2004) Najgušće je naseljen središnji, industrijski razvijeniji dio zemlje te područja na sjeveru i jugoistoku, a najrjeđe je naseljena jugozapadna Moldavija (40 do 60 st./km²), osobito područje uz Budžak.
Stanovništvo prema popisu 2014. čine Moldavci (73,7%; 64,5% u 2004), potomci romaniziranih Dačana te Rumunji (6,9%), Ukrajinci (6,5%; 13,8% u 2004), Gagauzi (4,5%), Rusi (4,0%; 13,0% u 2004), Bugari (1,8%) i Romi (0,3%). Rusi žive uglavnom u gradovima te u Pridnjestrovlju koje nije pod kontrolom moldavske vlde, Ukrajinci u sjevernome dijelu zemlje, Gagauzi (turkijski narod uglavnom pravoslavne vjere) u Gagauziji u južnoj Moldaviji i Bugari u gradu Taracliji (bugarski i ruski Taraklija) i okolici.
Službeni jezik je rumunjski, no ruski jezik je također raširen u zemlji. Rumunjski jezik se do 2013. u Moldaviji se nazivao moldavskim jezikom te je rumunjski postao službeni jezik 2023. godine, zamijenivši moldavski. Na popisu 2014. godine 55,1% stanovništva izjasnilo se da im je moldavski materinji jezik, 22,8% rumunjski, a 9,4% ruski. Stanovnici su uglavnom pravoslavci (90,1%, 2014).
Od stjecanja nezavisnosti 1991. broj stanovnika se neprestano smanjuje; na području cijele Moldavije je prema popisu 1989. živjelo 4 335 360 st. (3 657 665 st. bez područja Pridnjestrovlja), a 2004. godine 3 938 679 st. (3 383 332 st. bez Pridnjestrovlja). U posljednjem međupopisnom razdoblju (2004–14) broj stanovnika (bez Pridnjestrovlja) smanjio se za čak 385 097 st. ili 11,4% (prosječna godišnja stopa pada broja stanovnika iznosi 1,14%). Zbog raspada SSSR-a, lošeg ekonomskog stanja u državi i pada životnoga standarda, stanovništvo se u velikoj mjeri iseljava, najviše u Rusiju i zemlje Europske unije (ponajviše u Italiju). Prirodni priraštaj je od početka XXI. st. stalno negativan; 2016. iznosio je –0,3‰, a rezultat je podjednakog nataliteta (10,5‰) i mortaliteta (10,8 ‰). Smrtnost dojenčadi (9,4‰, 2016) među najvećima je u Europi. Zbog smanjenoga prirodnoga priraštaja i iseljivanja mlađega, radno sposobnog stanovništva, populacija Moldavije stari: u dobi je do 14 godina 17,0% (2015; 22,4% u 2001), od 15 do 64 godine 72,3%, a starije je od 65 godina samo 10,7% (14,4% populacije 2001) stanovnika. Očekivano trajanje života za rođene 2012. iznosi 67,2 godine za muškarce, a 75,0 godina za žene. Ekonomski je aktivno 1 308 700 st. (2017), od čega je nezaposleno 3,4%. Moldavija se ubraja u europske zemlje s najvećim udjelom poljoprivrednoga stanovništva; u poljoprivredi, šumarstvu i ribarstvu aktivno je 28,8%, u industriji, rudarstvu i građevinarstvu 30,9%, a u uslužnim djelatnostima 40,3% radne snage (2017). Glavni je i najveći grad Kišinjev (rumunjski Chişinău) s 469 402 st. (2014; 589 446 st. za popisa 2004). Ostali su veći gradovi (2014) Bălţi (Belci, Bel’cy) s 97 930 st., Ungheni s 30 804 st. i Cahul s 30 018 st. U gradovima živi samo 38,2% st. (2014; 46,6% za popisa 1989. za cijeli teritorij Moldavije) pa se Moldavija ubraja među najslabije urbanizirane europske države. U Pridnjestrovlju (tzv. Pridnjestarska moldavska republika) su veći gradovi (2015) Tiraspol (Tiraspolj) sa 129 367 st., Bender (Tighina) s 91 197 st. i Rîbnița s 45 400 st.
| #  | Narodnost | Moldavija | % Mold. | Pridnjestrovlje | % Pridnj. | Ukupno    | %      |
| -- | --------- | --------- | ------- | --------------- | --------- | --------- | ------ |
| 1. | Moldavci  | 2,564.849 | 75,8 %  | 177.156         | 31,9 %    | 2,742.005 | 69,6 % |
| 2. | Ukrajinci | 282.406   | 8,3 %   | 159.940         | 28,8 %    | 442.346   | 11,2 % |
| 3. | Rusi      | 201.218   | 5,9 %   | 168.270         | 30,3 %    | 369.488   | 9,4 %  |
| 4. | Gagauzi   | 147.500   | 4,4 %   | 11.107          | 2,0 %     | 158.607   | 4,0 %  |
| 5. | Rumunji*  | 73.276    | 2,2 %   | /               | /         | 73.276    | 1,9 %  |
| 6. | Bugari    | 65.662    | 1,9 %   | 11.107          | 2,0 %     | 76.769    | 1,9 %  |
| 7. | Ostali    | 48.421    | 1,4 %   | 27.767          | 5,0 %     | 76.188    | 1,9 %  |
| 8. | Ukupno    | 3,383.332 | 100 %   | 555.347         | 100 %     | 3,938.679 | 100 %  |

U vjeri prevladavaju pravoslavci (95 % stanovništva).
| Religija                                                 | Sljedbenici   | % od ukupnog         |
| -------------------------------------------------------- | ------------- | -------------------- |
| Pravoslavci                                              | 3,158,015     | 95,5 %               |
| Nove protestantske vjere Baptisti Adventisti sedmog dana | 32.754 13.503 | 1,83 % 0,99 % 0,41 % |
| Tradicionalne protestantske Evangelici Reformisti        | 1429 1190     | 0,19 % 0,04 % 0,04 % |
| Rimokatolici                                             | 4645          | 0,14 %               |
| Muslimani                                                | 1667          | 0,05 %               |
| Ostale vjere                                             | 25.527        | 0,77 %               |
|                                                          |               |                      |
| Agnostici                                                | 33.207        | 1 %                  |
| Ateisti                                                  | 12.724        | 0,38 %               |

## Gospodarstvo
Nakon stjecanja neovisnosti 1991. Moldavija je tijekom 1990-ih bila u gospodarskoj depresiji (raspadom Sovjetskog Saveza BDP je smanjen 50%). S reformama je slijedio postupni ekonomski rast, te je vrijednost BDP-a uvećana s 1,1 milijarde USD (1999) na 7,9 milijarda USD (2013). Postupno je smanjen i udjel siromašnog stanovništva s 30,2% (2006) na 9,6% (2015). Godine 2016. ostvaren je BDP u vrijednosti od 6,7 milijarda USD; BDP po stanovniku iznosio je oko 1900 USD (među najmanjima je u Europi). U sastavu BDP-a vodeći je udjel uslužnoga sektora (64,8%), a potom slijedi industrija (29%) i poljoprivreda (14,2%). Poljoprivrednu ponudu čine voće i povrće, vino, duhan i dr. Industrija je pretežno prehrambena (šećer, ulje i dr.) i tekstilna, uz proizvodnju poljoprivrednih strojeva i kućanskih aparata. Stopa nezaposlenosti je 4,3% (2017); ekonomski su značajne doznake zaposlenih u inozemstvu. Vrijednost izvoza 2017. bila je 1,7 milijarda USD (1,5 milijarda USD, 2016), a uvoza četiri milijarde USD (3,6 milijarda USD, 2016). Izvozi uglavnom prehrambene proizvode, tekstil i poljoprivrednu tehniku, a uvozi najviše naftu, plin, derivate, ugljen, strojeve i opremu, kemikalije, tekstil i dr. Vodeći vanjskotrgovinski partneri (2016) su Rumunjska (25,5% izvoza i 13,7% uvoza), Rusija (11,6% izvoza i 13,3% uvoza), Italija (9,9% izvoza i 7% uvoza), Njemačka (6,3% izvoza i 7,9% uvoza), Kina (9,8% uvoza), Ukrajina (9,5% uvoza) i dr. Veličina javnoga duga je 43,4% BDP-a (2017). Godine 2001. Moldavija je postala članica Svjetske trgovinske organizacije, a 2014. je s Europskom unijom potpisala sporazum o pridruživanju.
U studenom 2011. god. izvješćuju Ukrajinski mediji da separatistička Pridnjestrovska Moldavska Republika i nadalje u velikoj mjeri pridonosi ovisnosti Moldavije o ruskoj opskrbi energentima: Moldavija se električnom energijom opskrbljuje u prvom redu iz elektrana koje se nalaze na teritoriju Pridnjestrovlja - te prodaja te električne energije uvelike pridonosi gospodarstvu Pridnjestrovlja - a i plinovodi kojima se teritorij Moldavije opskrbljuju plinom imaju ključne dionice na teritoriju pod kontrolom separatističkih pridnjestrovskih vlasti. Plin se u cijelosti uvozio iz Rusije; zapravo je cjelokupna moldavska opskrba energijom oslonjena je tim putem na Rusku Federaciju. Do stanovite se mjere Moldavija počela za opskrbu energenata oslanjati na susjedne Rumunjsku i Ukrajinu tek nakon početka Ruske invazije na Ukrajinu 2022. god.

## Promet
Željeznička mreža duga je 1151 km (2016); glavna je pruga koja povezuje Ukrajinu s Rumunjskom prolazeći kroz moldavske gradove Tiraspol, Kišinjev i Ungheni. Cestovna mreža duga je 9386 km (2016). Riječni promet razvijen je uglavnom na Dnjestru te manjim dijelom na Prutu (do Leova); plovidbeni put dug je 561 km (2016). Glavna je moldavska luka Giurgiuleşti, otvorena 2006., na lijevoj obali Dunava, 133,8 km od njegova ušća; pristupačna je za prekooceanske brodove. Glavna je međunarodna zračna luka kraj Kišinjeva (promet 2,2 milijuna putnika, 2016).

## Galerija
- Stefan Chisinau
- Chişinău
- Moldavska pravoslavna crkva
- Ocnița

### Ostali projekti
- mold. Молдова (hrv. Moldavija) – članak na nekoć moldavskoj wikipediji (moldavski jezik – ćirilicom).

|  | Zajednički poslužitelj ima stranicu o temi Moldavija    |
|  | Zajednički poslužitelj ima još gradiva o temi Moldavija |
|  | Zajednički poslužitelj sadrži atlas Moldavije           |
|  | Wječnik ima rječničku natuknicu Moldavija               |